# Râul Șteaza, Cibin
Râul Șteaza este unul din cele două brațe care formează râul Sebeș. 

## Hărți
- Harta Munții Cibin  Arhivat în 30 martie 2010, la Wayback Machine.
- Harta Munții Cindrelului [nefuncțională – arhivă]
- Harta județului Sibiu